# Лафит, Карл (музыкант)
Карл Лафит (нем. Carl Lafite; 31 октября 1872, Вена — 19 ноября 1944, Санкт-Вольфганг-им-Зальцкаммергут) — австрийский композитор, пианист, органист, хоровой дирижёр и музыкальный педагог. Сын художника Карла Лафита.
Уже в восьмилетнем возрасте начал сочинять оперу. В школьные годы занимался музыкой в частном порядке под руководством Эдуарда Штрауса, затем в 1889—1893 гг. учился в Венской консерватории у Антона Доора (фортепиано), Антона Брукнера и Иоганна Непомука Фукса (композиция). В 1894—1896 гг. преподавал гармонию и игру на органе в городской музыкальной школе в Ольмюце, в 1895 и 1897 гг. совершил два гастрольных турне как аккомпаниатор скрипача Франтишека Ондржичека — по Австро-Венгрии и Российской империи.
В 1898 г. вернулся в Вену. Работал органистом в церкви пиаристов (до 1910 г.), одновременно был музыкальным руководителем имперского Института слепых (1898—1901), дирижировал Венской певческой академией (1901—1906) и другими хоровыми коллективами. С 1906 г. преподавал теорию музыки в консерватории Августа Дюсберга, в 1909 г. выступил одним из соучредителей Новой Венской консерватории. В 1911—1921 гг. занимал пост генерального секретаря Венского общества друзей музыки, затем подготовил и опубликовал хронику работы Общества за 25 лет (нем. Geschichte der K.K. Gesellschaft der Musikfreunde in Wien. 1912–1937). В 1928 г. вместе с Отто Дойчем организовал в Вене серию мероприятий к столетию смерти Франца Шуберта, в юбилейный год выпустил также книгу «Песни Шуберта и их исполнители» (нем. Das Schubertlied und seine Sänger). В 1928—1938 гг. возглавлял основанные им курсы пианистов-аккомпаниаторов при Венской академии музыки.
Автор десятка комических опер и множества хоровых и вокальных сочинений. В 1932 году написал сценарий и музыку для фильма о Йозефе Гайдне. Пространная автобиография и книга о популярной австрийской музыке (танцевальных и сценических работах таких композиторов, как Франц Легар и Франц фон Зуппе, остались неизданными.
В 1908—1937 гг. выступал как музыкальный критик на страницах различных венских газет, включая Wiener Allgemeine Zeitung и Neue Freie Presse.
Почётный гражданин Вены (1932). Имя Лафита носит улица (нем. Lafitegasse) в венском районе Хитцинг.
Жена (с 1915 г.) — журналистка и критик Хелена Тушак (нем. Helene Tuschak; 1879—1971). Сын — музыкальный критик, редактор и издатель Петер Лафит (1908—1951).